# Vergas
Vergas és una població dels Estats Units a l'estat de Minnesota. Segons el cens del 2000 tenia 311 habitants.

## Demografia
Segons el cens del 2000, Vergas tenia 311 habitants, 143 habitatges, i 78 famílies. La densitat de població era de 82,8 habitants per km².
Dels 143 habitatges en un 25,9% hi vivien nens de menys de 18 anys, en un 46,2% hi vivien parelles casades, en un 6,3% dones solteres, i en un 44,8% no eren unitats familiars. En el 38,5% dels habitatges hi vivien persones soles el 21,7% de les quals corresponia a persones de 65 anys o més que vivien soles. El nombre mitjà de persones vivint en cada habitatge era de 2,17 i el nombre mitjà de persones que vivien en cada família era de 2,91.
Per edats la població es repartia de la següent manera: un 21,2% tenia menys de 18 anys, un 9% entre 18 i 24, un 23,5% entre 25 i 44, un 21,2% de 45 a 60 i un 25,1% 65 anys o més.
L'edat mediana era de 43 anys. Per cada 100 dones de 18 o més anys hi havia 99,2 homes.
La renda mediana per habitatge era de 27.344 $ i la renda mediana per família de 37.250 $. Els homes tenien una renda mediana de 23.214 $ mentre que les dones 17.222 $. La renda per capita de la població era de 14.461 $. Entorn del 4,7% de les famílies i el 7,9% de la població estaven per davall del llindar de pobresa.

## Poblacions més properes
El següent diagrama mostra les poblacions més properes.